# Боделе
Боделе — обширная впадина в восточной части Сахары, с севера окаймлена нагорьями Тибести и Эннеди. Впадина расположена в провинции Борку, являясь самой низкой точкой Чада, с высотой над уровнем моря в 155 м.

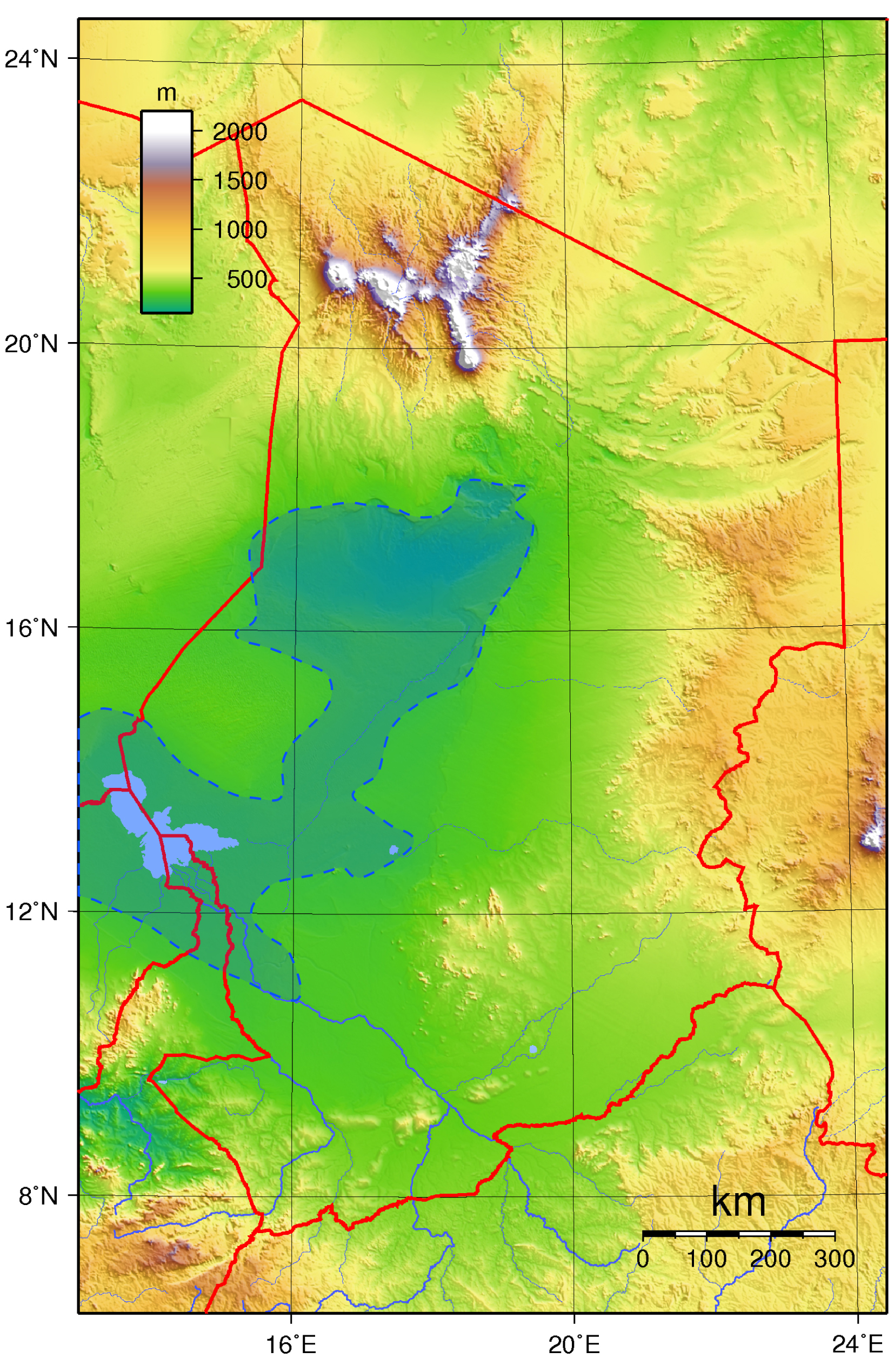
В голоцене Боделе являлась самой глубокой частью озера Мега-Чад

Боделе представляет собой остаток существовавшего в голоцене большого озера, площадью около 400 тыс. км², частью которого был Чад. В современный период, в редких случаях повышения уровня воды, озеро Чад сбрасывает воду в Боделе через русло Бахр-эль-Газаль, образуя небольшой быстропересыхающий водоём. В остальное время существует подземный сток, не доходящий до впадины. Осадки с дна бывшего озера постоянно поднимаются в воздух во время пыльных бурь, случающихся до 100 дней в году. Бури достигают Южной Америки. Значительны запасы грунтовых вод.